# Walter Delle Karth sen.
Walter Delle Karth sen. (* 12. August 1911 in Seefeld in Tirol; † 2004) war ein österreichischer Skispringer, Langläufer und Nordisch Kombinierter, der in den 1930er Jahren aktiv war.
Walter Delle Karths erste große internationale Meisterschaften waren die Nordischen Skiweltmeisterschaften 1931 in Oberhof, er war für das Springen von der Großschanze gemeldet, sagte die Teilnahme aber kurzfristig ab. Zwei Jahre später in Innsbruck nahm er als Langläufer und in der Nordischen Kombination an den Weltmeisterschaften teil und belegte Platz 88 im 18-km Langlauf, der als erster Teil der Kombination gewertet wurde. Platz sechs im Springen brachte ihn im Kombinationsergebnis auf den 28. Rang. Nachdem er 1934 keine Berücksichtigung gefunden hatte, nahm er ein Jahr später in der Hohen Tatra wieder am Springen teil und belegte Rang 22, dies blieb sein bestes Ergebnis bei Weltmeisterschaften. Höhepunkt seiner Karriere war die Teilnahme an den Olympischen Winterspielen 1936 in der Nordischen Kombination. Im 18-km-Lauf war er 46., verbesserte sich als Vierter des Sprunglaufs von der Normalschanze aber noch auf Platz 33. Nachdem Delle Karth seinen Start an den Weltmeisterschaften 1937 wiederum absagen musste, gelang ihm 1938 noch einmal Platz 43 in der Kombination und Platz 26 im Springen.
Seine Söhne Werner, Dieter und Walter jun. nahmen alle als Bobfahrer an Olympischen Winterspielen teil, sein Enkel Nico Delle Karth ist Segler und mehrfacher Olympiateilnehmer.